# 德里杯瓢蜡蝉属
德里杯瓢蜡蝉属（学名：Delhina）是杯瓢蜡蝉科下的一个属。

## 下属物种
本属包括以下物种：
- 阔颜德里杯瓢蜡蝉 Delhina eurybrachydoides Distant, 1912